# Josep Fontana
Josep Fontana (Josep Fontana i Lázaro em catalão) é um historiador espanhol, nascido em Barcelona em 1931, e morto na mesma cidade em 28 de Agosto de 2018.
Formou-se em História pela Universidade de Barcelona em 1956. Doutorou-se em História pela mesma universidade em 1970. 
É um dos historiadores mais prestigiados na Espanha. Foi aluno de Vicens Vives e Ferrán Soldevilla. Recebeu influências de E.P. Thompson, Pierre Vilar, Gramsci e Walter Benjamin.

## Obras publicadas
- La quiebra de la monarquía absoluta (1814-1820) (1971, Ariel, 1987 y Crítica, 2002  ISBN 84-8432-363-3)
- La crisis del Antiguo Régimen (Crítica, 1992 ISBN 84-7423-084-5)
- Historia: análisis del pasado y proyecto social (Crítica, 1999 ISBN 84-7423-947-8  )
- La historia después del fin de la historia (Crítica, 1992 ISBN 84-7423-561-8)
- Europa ante el espejo (Crítica, 1994 ISBN 84-7423-613-4 y 2000 ISBN 84-8432-114-2)
- Enseñar historia con una guerra civil de por medio (Crítica, 1999)
- La història dels homes (Crítica, 2000 ISBN 84-8432-127-4) versión en castellano La historia de los hombres (Crítica, 2005  ISBN 84-8432-700-0)
- Introducció a l'estudi de la història (Crítica, 1999  ISBN 84-7423-823-4) versión en castellano Introducción al estudio de la historia (Crítica, 1999 ISBN 84-7423-954-0)
- Aturar el temps (Crítica, 2005  ISBN 84-8432-614-4)
- De en medio del tiempo : la Segunda Restauración Española, 1823-1834 (Crítica, 2006  ISBN 84-8432-792-2)
- Historia de España, vol. 6: La época del liberalismo (Crítica / Marcial Pons, 2007 ISBN 978-84-8432-876-6)
- Hacienda y Estado 1823-1833 (Instituto de Estudios Fiscales 2001  ISBN 84-8008-084-1)
- España bajo el franquismo (Editorial Crítica 2000  ISBN 84-8432-057-X)